# Marietta Slomka
Marietta Slomka (20 de abril de 1969, Colonia) es una periodista y moderadora de televisión alemana. Su padre viene de Prusia Oriental y su madre de Colonia.

## Biografía
Tras finalizar su bachillerato en 1988 en el Liceo Kreuzgasse de Colonia, Slomka estudió Economía y Política Internacional en la Universidad de Colonia y en la Universidad de Kent en Canterbury, Inglaterra. Desde 1991 a 1996 trabajó como periodista independiente para la revista Medienspiegel en el Instituto de Economía Alemana en Colonia y desde 1994 a 1996 en la Kölnische Rundschau (Radio y Televisión de Colonia). Después trabajó para la Deutsche Welle en Bonn, Colonia y Bruselas. Desde 1998 fue corresponsal de Europa para la Deutsche Welle.
En 1998 comenzó a trabajar para el canal público ZDF como corresponsal para el parlamento en Bonn y luego en Berlín. Su enfoque era la política financiera y económica.  En abril de 2000 tomó a su cargo la moderación del programa  heute nacht.  Desde entonces trabaja como periodista para heute-journal. En 2003 realizó reportajes de Europa Oriental, en 2005 de las elecciones del Bundestag, en 2005 de Moscú, en 2009 de los Juegos Olímpicos en 2009 en China y en 2010 del Mundial de Fútbol desde diversos países africanos.

## Enlaces
- Marietta Slomka en ZDF.de

- Datos: Q74177
- Multimedia: Marietta Slomka / Q74177